# Tagomago
Tagomago és un illot situat a l'extrem nord-oriental de l'illa d'Eivissa, davant de la punta d'en Valls, al municipi de Santa Eulària des Riu. Una etimologia popular ha volgut que tagomago fos 'penyal de Magó' en referència a Magó Barca, general cartaginès germà d'Hanníbal. Segons Joan Coromines probablement és un element lingüístic preromà.
Té 1.525 m de llargària i una alçada màxima de 113 m. La geografia hi és abrupta, amb un port a ponent i un far a l'extrem sud-est. Aquest far es va construir el 1913 i és un punt de referència per a les rutes navals des de la ciutat d'Eivissa cap a Palma i Barcelona. Es troba a 86,3 m sobre el nivell del mar i l'alçada de la torre és de 20,4 m després de l'ampliació que es va fer el 1975.

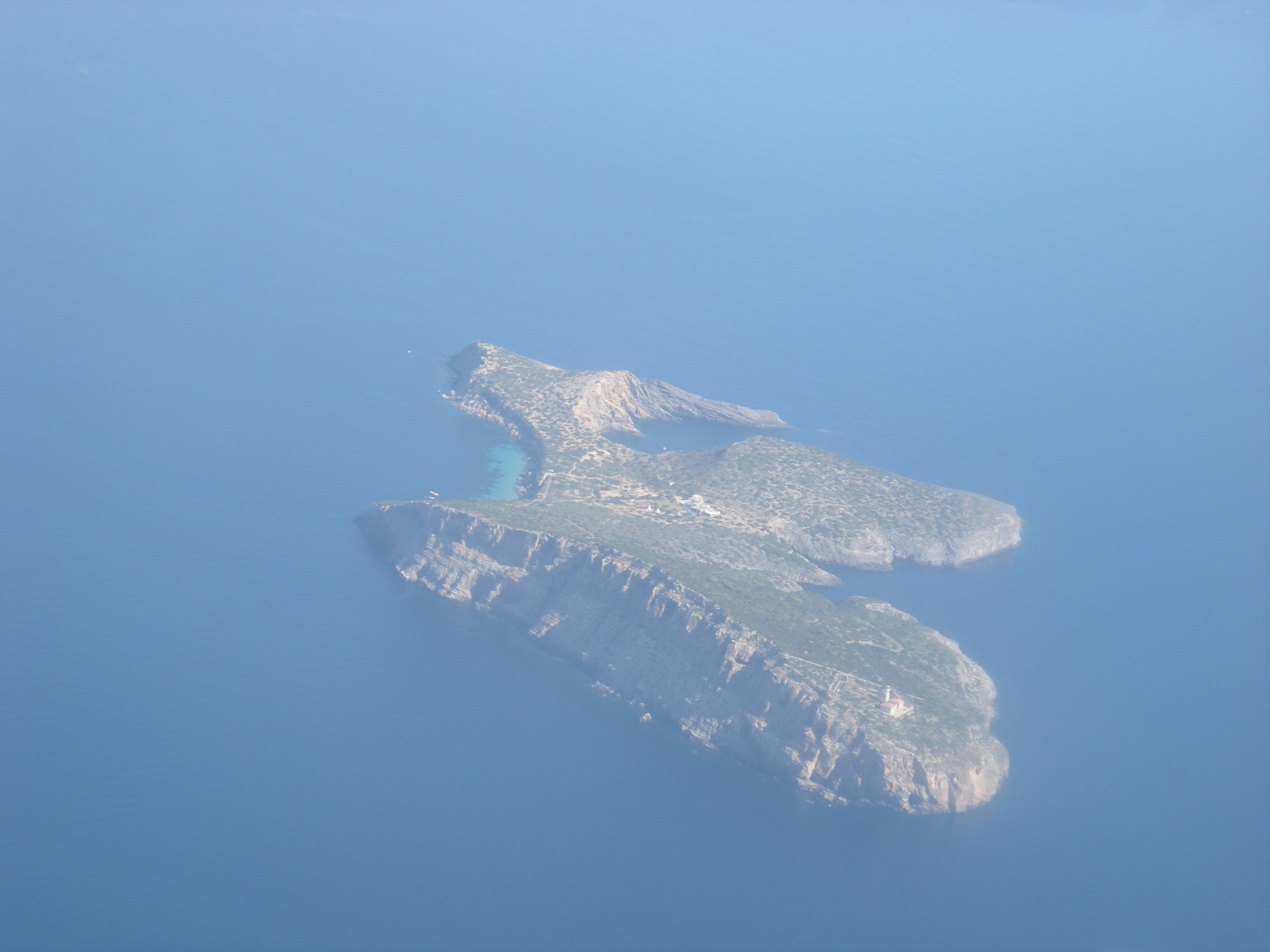
Vista aèria

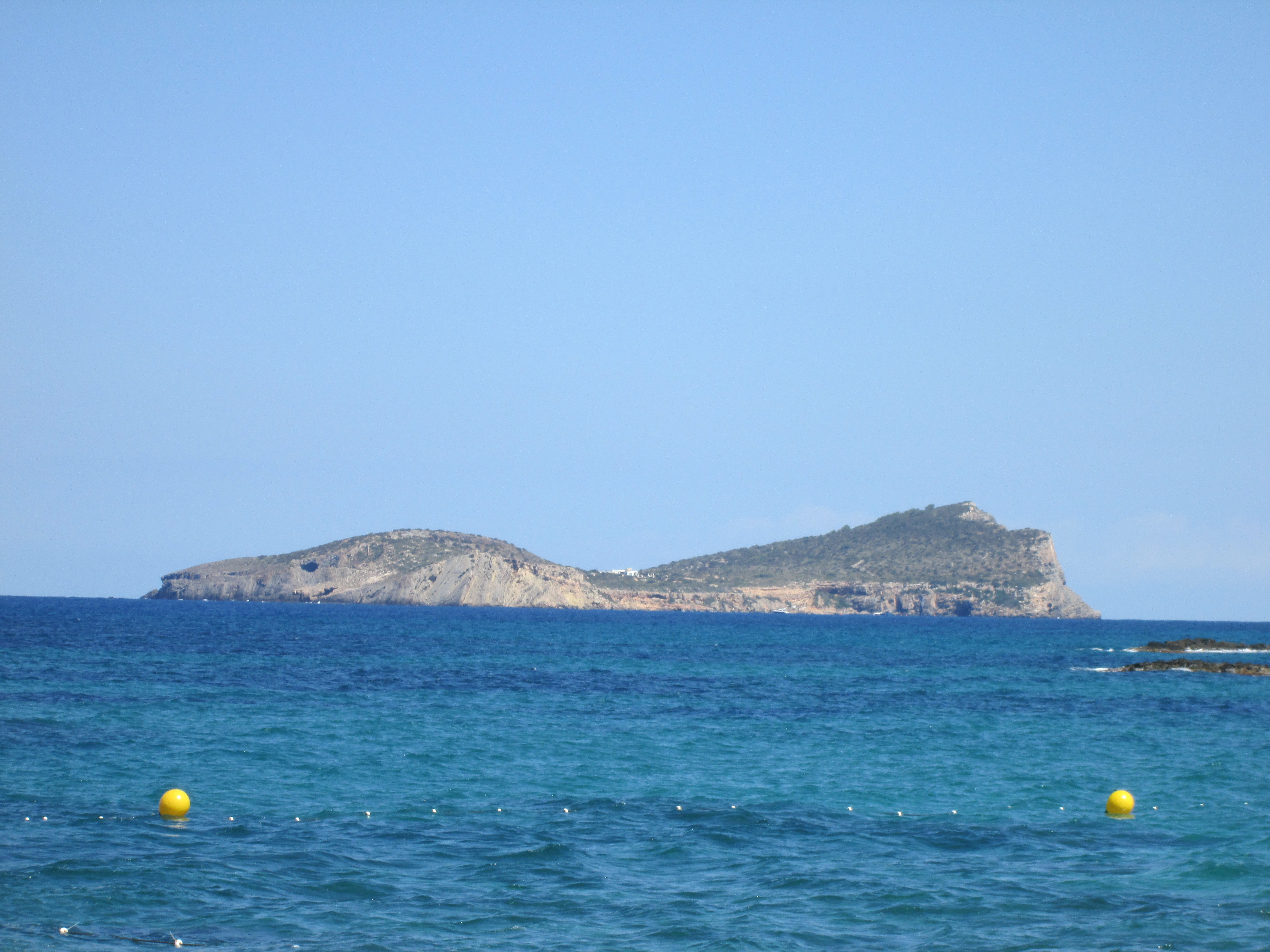
Vista des de la platja

És una de les poques illes privades de la Mediterrània, pertanyent actualment a l'empresari Matthias Kühn (actual parella de la vedet Norma Duval), qui la comprà a un príncep alemany. Disposa d'una petita instal·lació turística que es lloga per uns 100.000 euros la setmana. Els seus clients són, habitualment, empresaris del nord d'Europa.